# Kobla
Kobla est une montagne culminant à 1 493 mètres, ainsi qu'une station de ski de taille moyenne, situées près de Bohinjska Bistrica dans la région de Haute-Carniole, dans le nord-ouest de la Slovénie.

## Histoire
Le domaine skiable est l'un des sept plus vastes de Slovénie. Il est desservi par des remontées mécaniques de conception particulièrement ancienne, dont trois téléskis et trois télésièges 2 places. Il propose certes une dénivelé totale de 940 mètres, ce qui est une rareté en Slovénie. Toutefois le fonctionnement de la station reste en 2008 très dépendant de l'enneigement naturel, principalement du fait de la très faible altitude sur le bas du domaine.
La station communique sur le fait qu'elle est la seule en Slovénie à être directement accessible en train.
La ligne ferroviaire Bohinjska proga, qui relie Nova Gorica à Jesenice, traverse la montagne au moyen d'un tunnel long de 6 327 mètres.